# Oxydia sericaria
Oxydia sericaria là một loài bướm đêm trong họ Geometridae.